# 김선훈
김선훈(1969년 12월 16일 ~)은 삼성 라이온즈의 전 야구 선수다. 춘천고등학교를 졸업했다.

## 같이 보기
- 1988년 삼성 라이온즈 시즌
- 1989년 삼성 라이온즈 시즌